# Larson (Familienname)
Larson ist ein englischer Familienname.

## Herkunft und Bedeutung
Larson ist ein Patronym und bedeutet Sohn des Lars.

## Namensträger
- Abigail Larson (* 1979), US-amerikanische Skilangläuferin
- Adam Larson (* 1991), US-amerikanischer Jazzmusiker
- Alma Larson (1932–2012), US-amerikanische Politikerin
- Anders Larson (* 1958), schwedischer Ruderer
- April Ulring Larson (* 1950), US-amerikanische lutherische Bischöfin
- Bob Larson (* 1944), US-amerikanischer Pastor
- Breeja Larson (* 1992), US-amerikanische Schwimmerin
- Bret C. Larson (* um 1966), pensionierter Generalmajor der US Air Force
- Brie Larson (* 1989), US-amerikanische Schauspielerin und Sängerin
- Casey Larson (* 1998), US-amerikanischer Skispringer
- Charles Larson (1922–2006), US-amerikanischer Drehbuchautor
- Charles R. Larson (1936–2014), US-amerikanischer Admiral der US Navy
- Christine Larson-Mason (* 1956), US-amerikanische Hockeyspielerin
- Dan Larson (* 1954), US-amerikanischer Baseballspieler
- Darrell Larson (* 1950), US-amerikanischer Schauspieler
- David Larson (* 1959), US-amerikanischer Schwimmer
- Edward J. Larson (* 1953), US-amerikanischer Jurist und Historiker
- Eric Larson (1905–1988), US-amerikanischer Animator
- Erik Larson (Schriftsteller) (* 1954), US-amerikanischer Schriftsteller
- Erik Larson (Eiskunstläufer), US-amerikanischer Eiskunstläufer
- Gary Larson (* 1950), US-amerikanischer Comic-Zeichner und Cartoonist
- Glen A. Larson (1937–2014), US-amerikanischer Drehbuchautor, Komponist und Filmproduzent
- Gustaf Larson (1887–1968), schwedischer Ingenieur und Unternehmer
- Helen K. Larson (* 1949), Ichthyologin
- Henrietta Melia Larson (1894–1983), US-amerikanische Hochschullehrerin, Herausgeberin und Schriftstellerin
- Jack Larson (1928–2015), amerikanischer Schauspieler, Filmproduzent und Autor
- James L. Larson (1931–2021), US-amerikanischer Skandinavist
- Jeff Larson (Musiker), US-amerikanischer Musiker
- Jeff Larson (Journalist), US-amerikanischer Journalist
- Jeff Larson (Politischer Berater), US-amerikanischer Politiker
- John Larson (* 1948), US-amerikanischer Politiker
- John A. Larson (1892–1965), US-amerikanischer Psychiater und Erfinder
- Jonathan Larson (1960–1996), US-amerikanischer Musicalkomponist
- Jordan Larson (* 1986), US-amerikanische Volleyballspielerin
- Jud Larson (1923–1966), US-amerikanischer Rennfahrer
- Julie Larson-Green (* 1962), US-amerikanische Geschäftsleiterin der Windows Division bei Microsoft
- Kate Larson (Historikerin) (Kate Clifford Larson), US-amerikanische Historikerin
- Kate Larson (Philosophin) (1961–2018), schwedische Philosophin und Schriftstellerin
- Kyle Larson (Footballspieler) (* 1980), US-amerikanischer Footballspieler
- Kyle Larson (* 1992), US-amerikanischer Rennfahrer
- Lance Larson (1940–2024), US-amerikanischer Schwimmer
- Lars Larson (* 1959), US-amerikanischer konservativer Radiomoderator
- Lilah Larson (* 1990), US-amerikanische Musikerin und Komponistin
- Lisa Larson (1931–2024), schwedische Keramikkünstlerin
- Love Larson (* 1978), schwedischer Maskenbildner
- Lisby Larson (* 1951), US-amerikanische Schauspielerin
- Marcus Larson (1825–1864), schwedischer Landschaftsmaler der Düsseldorfer Schule
- Mathias Larson (* 2001), dänischer Handballspieler
- Maurice Larson, US-amerikanischer Wissenschaftler und Techniker
- Morgan Foster Larson (1882–1961), US-amerikanischer Politiker
- Nathan Larson (* 1970), US-amerikanischer Musiker und Filmkomponist
- Nicolette Larson (1952–1997), US-amerikanische Pop- und Country-Sängerin
- Oscar Larson (1871–1957), US-amerikanischer Politiker
- Randall D. Larson (* 1954), US-amerikanischer Autor, Musikwissenschaftler und Journalist
- Raoul Larson (* 1984), namibischer Rugby-Union-Spieler
- Reed Larson (* 1956), US-amerikanischer Eishockeyspieler
- Vernon L. Larson (* 1948), US-amerikanischer Politiker
- Wolf Larson (* 1959), deutsch-kanadischer Schauspieler